# R-Type II
R-Type II est un shoot 'em up à défilement horizontal développé et édité par Irem en 1989. C'est la suite de R-Type et le deuxième épisode de la série R-Type.

## Présentation du jeu
R-Type II se compose de 6 niveaux (alors que le premier volet de la série en comptait 8). Les  niveaux sont les suivants:
- Niveau 1: Base Bydo détruite
- Niveau 2: Lac souterrain
- Niveau 3: Armada Bydo
- Niveau 4: Dédale mouvant
- Niveau 5: Usine de larves métalliques
- Niveau 6: Origine des Bydo

## Caractéristiques du jeu
R-Type II propose un challenge très largement inspiré des éléments qui ont fait le succès du premier épisode. Le vaisseau est un R-9 amélioré dont l'arsenal s'est enrichi ; en plus des trois tirs de R-Type, vous disposerez d'un laser coudé et d'un tir de bombes à fragmentation et d'un nouveau type de missile au sol.
Les niveaux de R-Type sont repris dans leur principe mais agrémentés d'une difficulté supplémentaire, par exemple le vaisseau ennemi du niveau 3 de R-Type s'est mué en une armada; le boss final reprend l'idée de celui du premier épisode, à la différence qu'il faudra désormais éliminer non plus un, mais deux embryons Bydo. D'où une difficulté assez élevée.

## Adaptations
R-Type II, à l'origine un jeu arcade, a connu quelques portages : en 1991 sur Amiga et Atari ST (Arc Developments, Activision) et en décembre 1992 sur Game Boy. Il fut aussi réédité sur PlayStation en 1998 dans la compilation R-Types ainsi que sur Xbox Live Arcade en 2009 dans une autre compilation nommée R-Type Dimensions.